# 新圩镇 (阳西县)
新圩镇，是中华人民共和国广东省阳江市阳西县下辖的一个乡镇级行政单位。

## 行政区划
新圩镇下辖以下地区：
新圩街道社区、新圩村、马车村、田安村、办陂村、湖尾村、塘尾村、古井村、旧仓村、河角村、田心村、禾塘村、沙河村和东水村。